# Stereolitografie
Stereolitografie (SLA nebo SL) je metoda vytváření objektů pomocí postupného vytvrzování polymerů pomocí působení záření různých vlnových délek, nejčastěji UV záření. Zaměřením záření na konkrétní místo pak vzniká vrstva částečně vytvrzeného polymeru. Na ni se nanáší další vrstvy. Předmět je tedy vytvářen z vrstev.
Přesnost výsledného modelu je závislá na (seřazeno dle významnosti):
- hustotě polymeru
- šířce paprsku
- délce a intenzitě ozařování

Jedná se o jednu z nejpřesnějších metod 3D tisku: teoretická přesnost odpovídá velikosti molekuly polymeru. Proto se této metody využívá i při výrobě integrovaných obvodů. Nebo jako nástroj pro výrobu prototypu před sériovou výrobou, proto je stereolitografie zařazována mezi metody pro rapid prototyping. Lze využít i pro výrobu formy pro lití či vstřikování.